# Kastamonu
Kastamonu este un oraș din Turcia.